# Tumulto de Winchester
O Tumulto de Winchester foi um confronto entre as forças lideradas por Guilherme de Ypres e Matilde de Bolonha, rainha consorte de Estêvão de Inglaterra, e as de Matilde de Inglaterra e Roberto de Gloucester no dia 14 de setembro de 1141. Nele, as forças leais ao rei derrotaram as angevinas e Roberto foi feito prisioneiro. O Tumulto de Winchester é um dos principais eventos da Anarquia, com Roberto sendo subsequentemente trocado por Estêvão, que então retomou o trono de Matilde e procurou restabelecer sua autoridade.

## Antecedentes
Durante a Anarquia, o Rei Estêvão, sobrinho de Henrique I, lutou contra a Imperatriz Matilde, filha de Henrique. Na Batalha de Lincoln em 2 de fevereiro de 1141, os barões rebeldes Roberto de Gloucester e Ranulfo de Chester derrotaram e capturaram Estêvão. Matilde então seguiu para tomar Londres, porém seus habitantes a expulsaram da cidade em 24 de junho. Logo em seguida, as forças de Matilde de Bolonha, rainha consorte de Estêvão, ocuparam Londres.
Henrique de Blois, irmão de Estêvão e Bispo de Winchester, que anteriormente havia desertado para o lado da imperatriz, mudou de lado foi apoiar a rainha. Com uma pequena força, ele cercou o Castelo de Winchester situado no canto sudoeste da cidade. A Imperatriz Matilde deixou Oxford no fim de julho com um exército comandado por Roberto.

## Cerco e contracerco
Em 31 de julho, o exército angevino chegou em Winchester. O Bispo Henrique fugiu enquanto seus homens se instalavam no Castelo de Wolvesey no canto sudeste da cidade. Enquanto cercava Wolvesey, a Imperatriz Matilde colocou seu quartel general no castelo real e Roberto seu centro de comando na Catedral de Winchester. Em 2 de agosto, os homens de Henrique incendiaram a cidade, destruindo grande parte dela.
A Rainha Matilde rapidamente juntou um exército que incluía mercenários contratados por Henrique, parte de seus inquilinos de Bolonha, os quase mil homens da milícia de Londres, a cavalaria flamenca de Guilherme de Ypres e outros apoiadores de Estêvão. O exército da rainha acampou no lado leste de Winchester e prosseguiu para bloquear as forças da imperatriz dentro da cidade. As forças angevinas tinham pouca comida ao contrário do exército lealista. Para enfraquecer o bloqueio, Roberto tentou fortificar a Abadia de Wherwell, alguns quilômetros ao norte da cidade, porém Guilherme conseguiu derrotá-los.
Isso convenceu Roberto que ele precisava deixar Winchester, planejando uma retirada ordenada. O conde Reginaldo da Cornualha e Brian FitzCount lideraram uma guarda avançada para proteger a Imperatriz Matilde. Os angevinos saíram pelo lado oeste de Winchester para a estrada de Salisbury. Alguns quilômetros à frente, a estrada cruzava o Rio Test em Stockbridge.
Logo que os angevinos deixaram a cidade, o exército da rainha atacou. Eles passaram pela retaguarda de Roberto e atacaram o centro. A guarda avançada conseguiu escapar e levou a imperatriz em segurança para Gloucester, porém a rainha destruiu o centro angevino; os únicos sobreviventes fugiram. Roberto manteve a retaguarda até chegar no Test, não podendo mais seguir adiante. Cercado pelos mercenários de Guilherme e com uma ponte lotada de fugitivos, ele e seus homens se renderam.

## Resultado
O Tumulto de Winchester foi uma grande derrota para a Imperatriz Matilde. Ele trocou Roberto por Estêvão, que retomou o controle do trono e procurou restabelecer sua autoridade. No final, o filho dela foi coroado Henrique II, porém apenas após a morte de Estêvão em 1154.